# 贝城 (密歇根州)
贝城（英語：Bay City）位于美国密西根州中部，是贝县的县治。
根据2000年美国人口普查，共有36,817人，其中白人占91.19%、非裔美国人占2.72%。

## 友好城市
- 德国安斯巴赫
- 加拿大戈德里奇
- 多哥洛美
- 波蘭波兹南

## 知名人物
- 詹姆斯·G·伯尼（英语：James G. Birney）（1792年－1857年）：廢奴主義者。
- 安妮·埃德森·泰勒（1838年－1921年）：第一位乘坐木桶穿越尼加拉大瀑布並得以倖存的人物。
- 基德·拉維尼（英语：Kid Lavigne）（1869年－1928年）：拳擊手，世界級輕量級冠軍。
- 埃米爾·F·萊因哈特（英语：Emil F. Reinhardt）（1888年－1969年）：美國陸軍高級軍官，美國陸軍第69步兵師的指揮官。
- 約翰·李斯特（英语：John List）（1925年－2008年）：殺人犯，他殺死了自己的五個家人。
- 瑪丹娜（1958年－）：知名歌手、女演員。

## 外部連結
- City of Bay City, Michigan website（页面存档备份，存于）
- Bay City Convention & Visitors Bureau（页面存档备份，存于）
- Bay Area Chamber of Commerce – Bay City（页面存档备份，存于）
- 中的“贝城 (密歇根州)”